# Ośmiościan foremny

Ośmiościan foremny

Ośmiościan foremny

Animacja obrotu oktaedru

Przykładowa siatka ośmiościanu foremnego

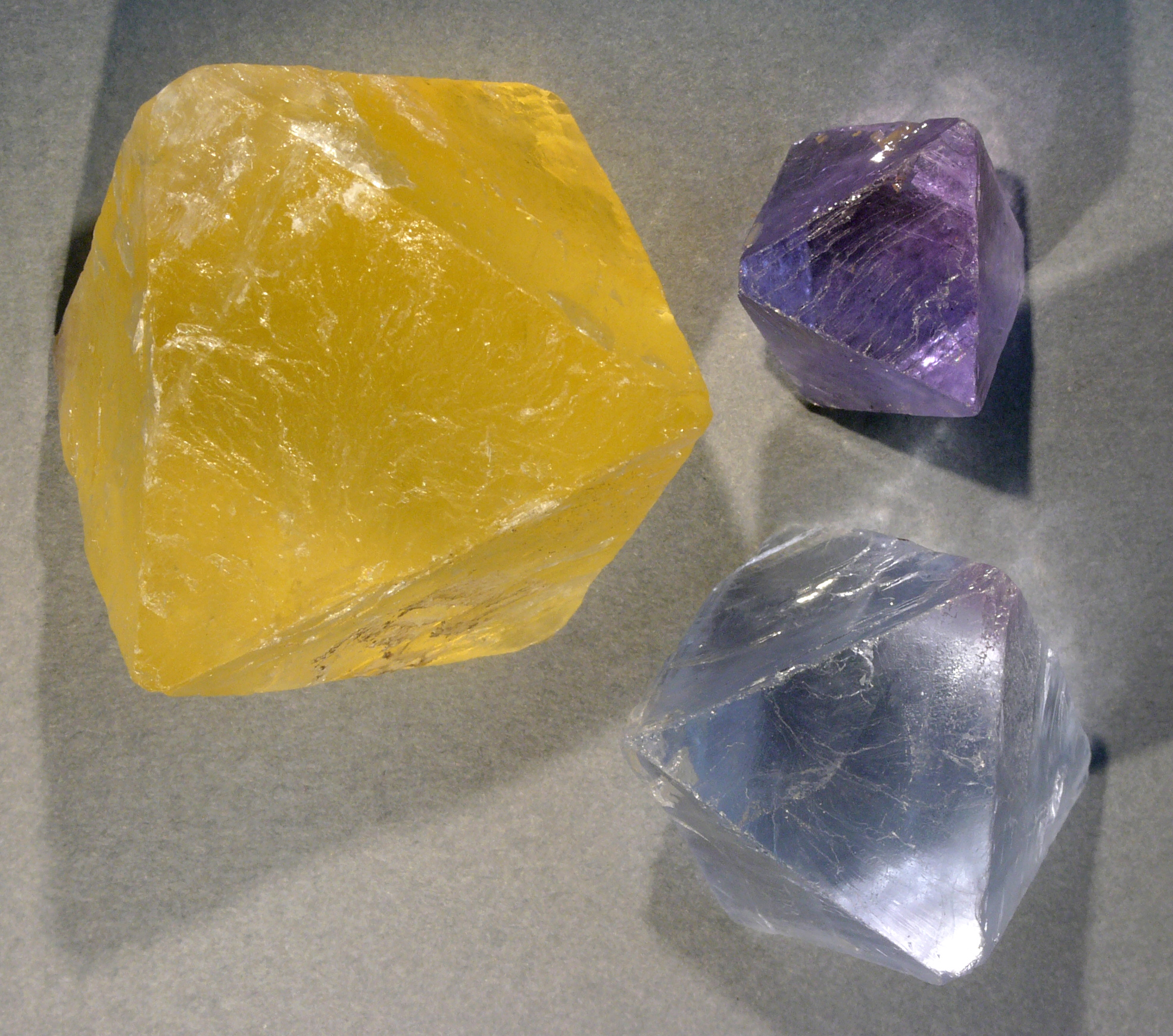
Oktaedryczne kryształy fluorytu

Ośmiościan foremny a. oktaedr (z gr.) – wielościan foremny o 8 ścianach w kształcie przystających trójkątów równobocznych. Ma 12 krawędzi, 6 wierzchołków i 3 przekątne.
Ośmiościan foremny jest także antygraniastosłupem.
Ośmiościan foremny ma cztery pary ścian do siebie równoległych.

## Wzory i właściwości
- Pole powierzchni całkowitej ośmiościanu foremnego o krawędzi długości {\displaystyle a{:}}

{\displaystyle S=2{\sqrt {3}}~a^{2}\approx 3{,}4641~a^{2}}
- Objętość:

{\displaystyle V={\frac {\sqrt {2}}{3}}~a^{3}\approx 0{,}4714~a^{3}}
- Promień kuli wpisanej:

{\displaystyle r={\frac {a}{6}}{\sqrt {6}}\approx 0{,}4082~a}
- Promień kuli opisanej:

{\displaystyle R={\frac {a}{2}}{\sqrt {2}}\approx 0{,}7071~a}
- Promień kuli stycznej do krawędzi:

{\displaystyle \delta ={\frac {a}{2}}}
- Pole powierzchni jednej ściany:

{\displaystyle P={\frac {1}{4}}\times \surd 3\times a^{2}}
- Kąt między ścianami:

{\displaystyle \alpha =2~\arcsin {\sqrt {\frac {2}{3}}}\approx 109{,}47^{\circ }}
- Odległość między ścianami równoległymi:

{\displaystyle h={\frac {a}{3}}{\sqrt {6}}\approx 0{,}8165~a}
- Długość przekątnej d:

{\displaystyle d=a{\sqrt {2}}\approx 1{,}4142~a}
- Grupa symetrii:

Oh

## Wariacje
Ścinając wierzchołki ośmiościanu, otrzymujemy wielościan półforemny o nazwie ośmiościan ścięty.